# René Artist
Reinardus (René) Artist (Nickerie, ca. 1958/1959) is een Surinaams mijnbouwdeskundige en politicus. Van 2013 tot 2019 was hij voorzitter van de Amazone Partij Suriname (APS).

## Biografie
Artist werd geboren in het district Nickerie en stamt af van het inheemse volk Karaïben. Hij woont in Paramaribo en is zelf niet volbloed inheems. Hij groeide eerst op in Nederland en tijdens zijn tienerjaren in Suriname. Hij studeerde mijnbouwkunde aan de Anton de Kom Universiteit van Suriname (AdeKUS). In de Verenigde Staten slaagde hij voor een mastergraad in mijnbouweconomie en aan de Maastricht School of Management voor een MBA-graad. Zijn vader, Reinier Artist, komt uit het dorp Bigi Poika in Para; hij is antropoloog en was de eerste inheemse Surinamer met een doctorandus-titel. Zijn achterneef, Lesley Artist, was van 2010 tot 2015 lid van De Nationale Assemblée (DNA). Rond 2011 is Artist lid van de Vereniging van Economisten in Suriname (VES). In december 2018 doceert hij aan de AdeKUS.

### Politiek
Eind maart 2013 werd Artist traditioneel ingehuldigd als voorzitter van de Amazone Partij Suriname (APS). Hij had als doel om inheemse Surinamers meer invloed te geven op besluiten die door de landelijke politiek getroffen worden.
Op dat moment waren Armand Jurel als districtscommissaris (voor Kabalebo) en twee parlementariërs (zijn neef Lesley en de marron-vertegenwoordiger Hugo Jabini) de enige inheemse volksvertegenwoordigers in het land. De laatste twee waren lid van de NDP maar konden naar zijn oordeel te weinig invloed uitoefenen. Bouterse, die het in 2010 in zijn dankwoord aan het parlement nog over hemzelf had als de "een kleine indiaan uit Kaswinika" die het tot president had geschopt, zou het volgens Artist iets beter hebben gedaan voor de inheemsen, maar nog niet veel meer hebben gebracht dan spiegeltjes en kraaltjes.
Diens beleid was volgens Artist de reden voor inheemsen voor een politieke bundeling. Om niet vanaf nul te hoeven beginnen, werd contact met de vorige voorzitter (Kenneth van Genderen) gelegd om de APS nieuw leven in te blazen. Voorop stond voor hem om het geen etnische partij te laten zijn, maar doelen te kiezen waarin elke Surinamer zich kan vinden. Erkenning van grondrechten en natuurbehoud zijn enkele van de belangrijkste programmapunten. De partij behaalde tijdens de verkiezingen in 2015 843 stemmen wat te weinig was voor een zetel in DNA. In juni 2019 droeg Artist de voorzittershamer van de APS over aan dorpskapitein Theo Jubitana die tevens voorzitter van de Vereniging Inheemse Dorpshoofden Suriname is.
Tijdens de verkiezingen van 2020 deed Artist met de APS mee op de gezamenlijke lijst met de PRO. De partijcombinatie verwierf echter geen zetels.